# Departamento General Paz
Das Departamento General Paz liegt im Norden der Provinz Corrientes im Nordosten Argentiniens und ist eine von 25 Verwaltungseinheiten der Provinz. 
Im Norden grenzt es, getrennt durch den Río Paraná, an Paraguay und an das Departamento Berón de Astrada, im Osten an das Departamento San Miguel, im Süden an die Departamentos Mburucuyá und Concepción und im Westen an das Departamento San Luis del Palmar.
Die Hauptstadt des Departamento General Paz ist Nuestra Señora del Rosario de Caá Catí, gewöhnlich Caá Catí genannt.  

## Städte und Gemeinden
Das Departamento General Paz ist in die vier municipios Itá Ibaté, Lomas de Vallejos, Caá Catí und Palmar Grande gegliedert. In ihnen finden sich folgende Ortschaften:
- Costa Santa Lucía
- Itá Ibaté
- Lomas de Vallejos
- Nuestra Señora del Rosario de Caá Catí
- Palmar Grande
- Tacuaral

Koordinaten: 27° 42′ S, 57° 42′ W